# Curd Jürgens

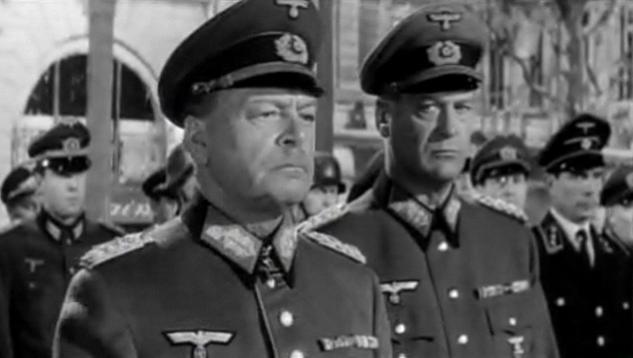
Paul Hartmann och Curd Jürgens (till höger) i Den längsta dagen (1962).

Curd Jürgens, född 13 december 1915 i München, död 18 juni 1982 i Wien, var en österrikisk skådespelare av fransk-tysk härkomst.
Jürgens fick sitt österrikiska medborgarskap 1945. Han var från början journalist men inspirerades av sin första hustru, skådespelaren Louise Basler, att satsa på en karriär som skådespelare på tysk scen och film från 1935. Han hade stora framgångar fram till 1944, då han på order av Joseph Goebbels deporterades till ett koncentrationsläger på grund av "politisk opålitlighet".
Curd Jürgens fick sitt stora genombrott 1955 genom filmen Djävulens general och medverkade i mer än 100 filmer, såväl i Tyskland som internationellt.
En av Jürgens mest kända roller är i bondfilmen Älskade spion där han spelar superskurken Karl Stromberg.

## Filmografi i urval
- 1937 – Till främmande strand
- 1940 – Operett
- 1942 – Den gudarna älska
- 1943 – Det gudomliga lättsinnet
- 1943 – Kvinnor är inga änglar
- 1948 – Ängel med basun
- 1955 – Djävulens general
- 1956 – Och Gud skapade kvinnan...
- 1957 – Öga för öga
- 1957 – Fienden i djupet
- 1958 – Värdshuset Sjätte Lyckan
- 1958 – Jag och översten
- 1958 – Bitter seger
- 1958 – I dag är jag kär
- 1959 – Blå ängeln
- 1960 – Gustav Adolfs Page
- 1962 – Den längsta dagen
- 1965 – Dödens djungel
- 1969 – Slaget om England
- 1974 – Fall of Eagles (Miniserie)
- 1976 – Borgarklassens galenskaper
- 1977 – Älskade spion
- 1979 – Just a Gigolo
- 1981 – Ondskans värdshus
- 1982 – Vinnare och förlorare (TV-serie)